# A Klase 1947
L'edizione 1947 del A Klase fu la terza come campionato della Repubblica Socialista Sovietica Lituana; il titolo fu vinto dalla Lokomotyvas Kaunas, giunto al suo 1º titolo.

## Formula
Il campionato fu disputato nuovamente su un girone unico: le squadre partecipanti passarono a 10 squadre, con la promozione di Veliava Siauliai e Zalgiris Marijampole; le formazioni si incontrarono in gironi di andata e ritorno per un totale di 18 incontri per squadra. Furono però disputati solo 17 turni per il ritiro dello Zalgiris Vilnius, che passò ai campionati nazionali. Non erano previste retrocessioni.

## Classifica finale
|                        | Pos. | Squadra              | Pt | G  | V  | N | P  | GF | GS | DR  |
| ---------------------- | ---- | -------------------- | -- | -- | -- | - | -- | -- | -- | --- |
| RSS Lituana (bandiera) | 1.   | Lokomotyvas Kaunas   | 28 | 17 | 14 | 0 | 3  | 51 | 23 | +28 |
|                        | 2.   | Spartakas Šiauliai   | 23 | 17 | 11 | 1 | 5  | 58 | 30 | +28 |
|                        | 3.   | Zalgiris Klaipėda    | 23 | 17 | 10 | 3 | 4  | 33 | 29 | +4  |
|                        | 4.   | Spartakas Kaunas     | 22 | 17 | 10 | 2 | 5  | 55 | 39 | +16 |
|                        | 5.   | Dinamo Kaunas        | 17 | 17 | 7  | 3 | 7  | 43 | 31 | +12 |
|                        | 6.   | Veliava Siauliai     | 15 | 17 | 7  | 1 | 9  | 51 | 43 | +8  |
|                        | 7.   | Žalgiris Marijampole | 15 | 17 | 6  | 3 | 8  | 33 | 38 | -5  |
|                        | 8.   | Zalgiris Panevėžys   | 15 | 17 | 7  | 1 | 9  | 21 | 33 | -12 |
|                        | 9.   | Dinamo II Vilnius    | 4  | 17 | 2  | 0 | 15 | 11 | 49 | -38 |
|                        | 10.  | Zalgiris Vilnius     | 0  | 9  | 0  | 0 | 9  | 3  | 44 | -41 |